# Szkoła Podstawowa im. Jana Baranowskiego w Sławkowie
Szkoła Podstawowa im. Jana Baranowskiego w Sławkowie – założona w 1958 r. placówka edukacyjna.

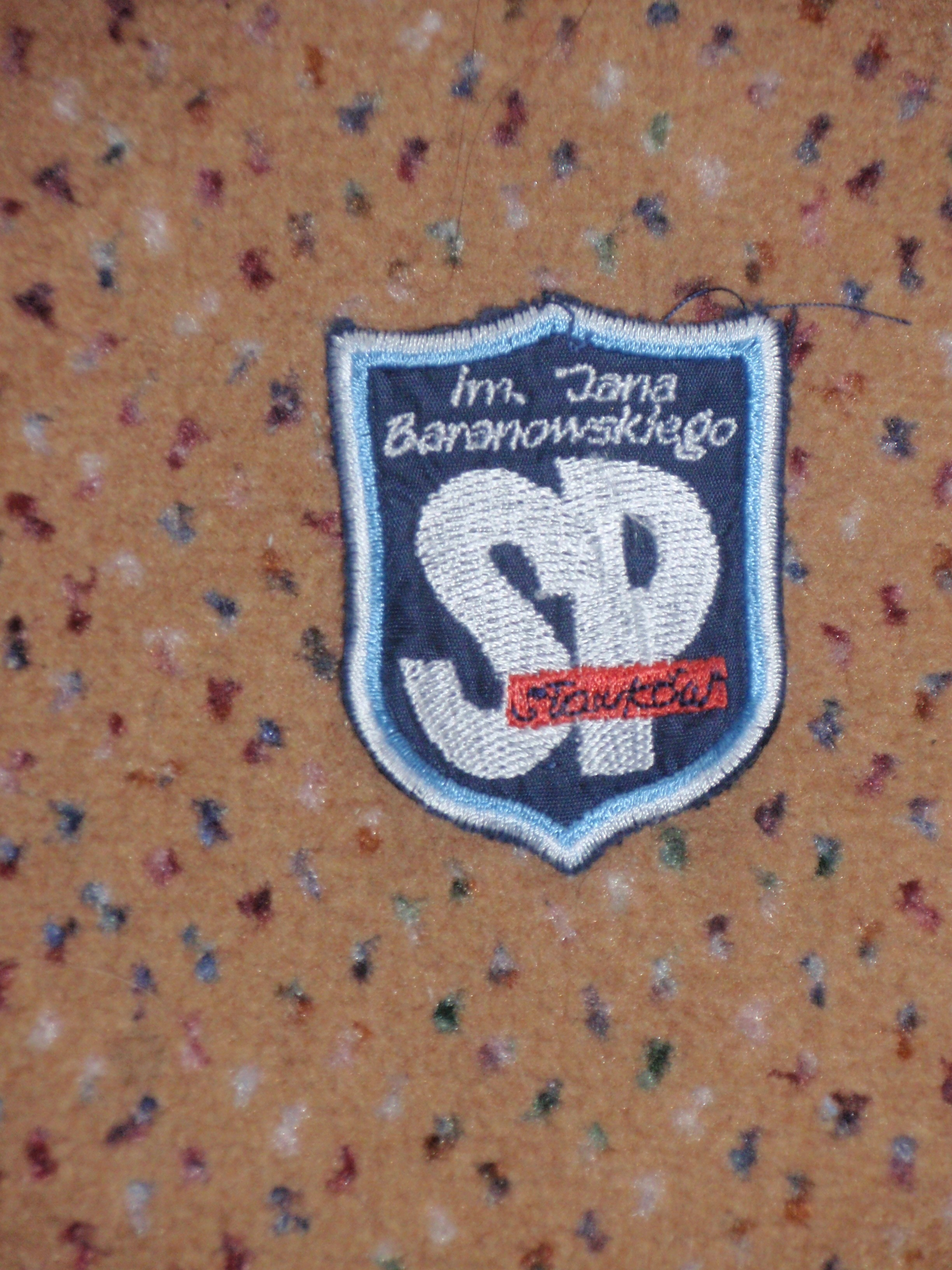
Tarcza szkolna Szkoły Podstawowej im. J. Baranowskiego w Sławkowie

## Historia
Od początku XX w. nauka w Sławkowie odbywała się w kilku budynkach. Wzrastająca liczba uczniów i niedogodne warunki nauczania spowodowały, że społeczeństwo miasta Sławkowa oraz grono pedagogiczne podjęło pierwszy raz zamysł budowy szkoły publicznej przy obecnej ulicy Legionów Polskich na placu Błogosławionego Świętosława już od 1905 r. Jednak różne wydarzenia, m.in. strajk sławkowski i I wojna światowa wpłynęły na rezygnację z tego projektu.
Dopiero po II wojnie światowej w 1948 r. na jednym z zebrań zarządu gminy Wincenty Kuc ponownie zaproponował wybudowanie szkoły. Powołano Komitet Budowy Szkoły w składzie: Edward Żak – wójt, Stanisław Kopczyński – kierownik szkoły, Eugeniusz Fałda – nauczyciel, Wincenty Kuc, Władysław Czarnota. Zgromadzono fundusze na budowę szkoły, zakupiono plac przy ulicy Browarnej, opracowano i zatwierdzono projekt, a w grudniu 1952 r. rozpoczęto symboliczne kopanie fundamentów. W sierpniu 1953 r. rozpoczęto pracę przy budowie szkoły. Budynek nowej szkoły został przekazany Prezydium Miejskiej Rady Narodowej 29 sierpnia 1958 r.

## Dyrektorzy
| Lata      | Dyrektor             |
| --------- | -------------------- |
| 1958-1961 | Marian Steliga       |
| 1961-1968 | Benedykt Cembrzyński |
| 1968-1969 | Stanisława Jasica    |
| 1969-1974 | Karol Góra           |
| 1974-1975 | Stefania Ślęzak      |
| 1975-1986 | Zofia Grzywnowicz    |
| 1986      | Teresa Kozieł        |
| 1986-1990 | Stefania Ślęzak      |
| 1990-2014 | Elżbieta Latosińska  |
| 2014-2019 | Anita Szlęzak        |
| 2019-2023 | Elżbieta Leś         |
| od 2023   | Agata Sobczyk        |

## Znani absolwenci
- Bogusław Cupiał[4]